# Vujicsics D. Sztoján
Vujicsics D. Sztoján (Pomáz, 1933. május 15. – Róma, 2002. február 11.) (szerbül: Стојан Д. Вујичић) magyarországi szerb író, költő.

## Életpályája
Magyarországi szerb családban született. Édesapja, Vujicsics Dusán mint püspöki vikárius irányította a Budai Szerb Ortodox Egyházmegyét magyarországi szerb ortodox egyházat. Édesanyja Budimlics Nevenka volt. Testvére Vujicsics Tihamér zeneszerző volt.
A Budapesti Egyetemen tanult.
Irodalomtörténészként dolgozott évtizedeken keresztül a Magyar Tudományos Akadémia Irodalomtudományi Intézetében, de politikai okokból elbocsátották. Ezután 4 évig óraadó volt, szerkesztő, majd a Színháztudományi Intézetben dolgozott. Ezután ismét a Magyar Tudományos Akadémia Irodalomtudományi Intézetébe került. A Szerb-Ortodox Egyházművészet és Tudományos Gyűjtemény alapító igazgatója volt. 1994-től a Magyar PEN Club alelnöke volt. Az Európai Utas főmunkatársa volt.
Kutatási területe a magyarországi szerb kultúra, a szerb irodalom, valamint a magyar-délszláv művelődési kapcsolatok.

## Művei
- Hunyadi-énekek (szerkesztette, 1956)
- A koszovói lányka (szerb-horvát hősi énekek, 1957)
- Mai jugoszláv elbeszélők (1960)
- A pesti szerb templom (1961)
- Jugoszláv költők antológiája (szerkesztette, 1963)
- Magyar szerbhorvát útiszótár (1967)
- Sebzett madár. Mai szerb és horvát drámák (1968)
- Babérfák (dél-szláv népköltészet, Nagy Lászlóval, 1969)
- A szerbhorvát irodalom kistükre a kezdetektől 1945-ig (szerkesztette, 1969)
- Szomszédság és közösség. Délszláv-magyar irodalmi kapcsolatok (szerkesztette, 1972)
- Szentendre (fotóalbum, 1973)
- Расточење (Belgrád, 1973 és Budapest, 1993) - versek
- Dubrovnik (fotóalbum, 1978)
- Vitkovics Mihály magyar és szerb írásai (szerkesztette, 1978)
- Szentendre (1981)
- Јожеф Секач - Вук Стефановић Караџић: Српске народне песме (Нови Сад, 1986) - kétnyelvű kiadás
- Blago Srba u Madarsko (1989)
- Magyarok és szerbek (tanulmányok, 1997)
- Szerbek Pest-Budán (kultúrtörténet, 1997)
- Elillant évek szőlőhegyén (esszék, tanulmányok, 1997)
- Magyarországi szerbek; Körtánc Egyesület, Bp., 1998 (Körtánc füzetek)

## Díjai
- Bazsalikom-díj (1992)
- A Magyar Köztársasági Érdemrend kiskeresztje (1992)
- Budapestért díj (1998)
- Kisebbségekért Díj (1998)
- Jakov Ignjatović Alapítvány díja
- szerb vitéz